# 파우더 블루
《파우더 불루》(영어: Powder Blu)은 2008년에 공개된 미국의 독립 드라마 영화이다. 이 영화는 장의사, 전과자, 자살기도한 전 신부, 스트리퍼 등 LA에 사는 서로 관련 된 여러 주인공들의 이야기를 담고 있다.
감독과 각본에는 티모시 리 뷔이가 맡았고, 패트릭 스웨이지의 유작이다. 2009년 5월 미국 전역에 DVD가 발매되었다.

## 배역
- 제시카 비엘 - 로즈 조니 역
- 포레스트 휘태커 - 찰리 역
- 패트릭 스웨이지 - 벨벳 래리 역
- 레이 리오타 - 잭 도허니 역
- 리사 쿠드로 - 샐리 역
- 리키 린드홈 - 니콜 역
- 산나 라단 - 다이애나 역
- 에디 레드메인 - 쿼티 둘리틀 역
- 크리스 크리스토퍼슨 - 랜달 역
- 알레한드로 로메로 - 렉서스 역
- 챈들러 캔터버리 - 빌리 역
- 제프리 A. 베이커 - 슬림 역

## 같이 보기
- 크리스마스 영화 목록